# IC 2181
IC 2181 — галактика типу Sab (компактна витягнута галактика) у сузір'ї Близнята.
Цей об'єкт міститься в оригінальній редакції індексного каталогу.